# 妙智寺 (越前市)
妙智寺（みょうちじ）は、福井県越前市武生柳町にある日蓮宗の寺院。山号は本境山。旧本山は大本山妙顕寺(四条門流)、莚師法縁(隆源会)。霊山帰子育鬼子母神の寺として知られる。

## 歴史
- 永仁年間（1293年－1299年）真言宗の寺院であったが住持（のちの日真）が日像菩薩と法論して弟子となり、天授元年（1375年）日蓮宗への改宗が完了した。
  - 江戸時代承応年間（1652年－1654年）と嘉永5年（1852年）の二度の火災で記録の多くが失われている。

## 伽藍
- 本堂　平成20年（2008年）再建。
- 山門　2度の火災を免れた、16世紀（室町時代後期）の建築とみられる。

## 参考資料
- 日蓮宗寺院大鑑編集委員会『宗祖第七百遠忌記念出版 日蓮宗寺院大鑑』大本山池上本門寺 (1981年)

## 関連資料
- 日蓮宗新聞 2016年9月26日